# 안성 아양동 석불입상
안성 아양동 석불입상은 경기도 안성시 아양동에 있는 불상이다. 1986년 5월 22일 안성시의 향토유적 제15호로 지정되었다.

## 개요
아양동 보살입상(菩薩佛立像)과 하나의 배우(配偶)를 이루며, 마을 사람들로부터 미륵부처로 신앙되어 오고 있다.
화강암 1석으로 조성되었으며, 토속적인 경향을 지닌 석불이다. 전체적인 규모는 보살입상보다 작은 느낌을 주는데, 얼굴 인상도 엄숙한 위엄이 깃들어 있다. 머리 부위에는 관모처럼 두정에 표식이 있고, 양미간(兩眉眼)·비량(鼻梁)·구순(口脣)이 정제되었다. 귀는 짧으며 목에는 3도가 없다.
법의는 통견으로 양팔에 걸쳤는데, 좌우의 늘어진 소맷자락에는 각각 3개의 의문이 뚜렷하게 나타나있고, 무릎 부위 하단부(下端部)부터 매몰되어 있다.
전체적인 양식으로 보아 고려시대에 조성된 것으로 추정되나 더 후대에 조성되었을 가능성도 배제할 수 없다. 불상 전체높이는 247cm, 두고 96cm, 관고43cm, 두폭 51cm, 견폭 74cm이다.

## 같이 보기
- 안성 아양동 보살입상 - 안성시 향토유적 제10호

## 참고 자료
- 아양동석불입상 - 안성문화관광/시지정문화재